# Franz Stubenberg
Franz von Stubenberg (* 22. November 1722; † 1795) war ein kaiserlich-österreichischer Militär und zuletzt von 1776 bis zu seinem Tod Generalmajor des Reichsheeres.

## Leben und Wirken
Franz von Stubenberg stammt aus dem älteren Zweig des Kapfenberger Astes der Stubenberger und wurde am 22. November 1722 als Sohn von Franz de Paula Stubenberg, der drei Jahre zuvor zum kaiserlichen General ernannt worden war, und dessen Ehefrau Maria Theresia von Gera, die auch als Theresia Anna Gräfin von Gera und Arnfels aufscheint, geboren. Wie sein Vater schlug auch Franz Stubenberg eine militärische Laufbahn in der kaiserlichen Armee ein. Von 1775 bis 1776 agierte er als Oberst und Kommandant des Infanterieregiment No. 40, ehe er im Jahre 1776 zum Generalmajor aufstieg und diesen Rang bis zu seinem Tod im Jahre 1795 innehatte.